# Vila Velha de Ródão
Vila Velha de Ródão – miejscowość w Portugalii, leżąca w dystrykcie Castelo Branco, w regionie Centrum w podregionie Beira Interior Sul. Miejscowość jest siedzibą gminy o tej samej nazwie. W 1762 roku miejscowości była miejscem bitwy pod Vila Velha.

## Demografia
| Liczba ludności gminy Vila Velha de Ródão (1801–2011) | Liczba ludności gminy Vila Velha de Ródão (1801–2011) | Liczba ludności gminy Vila Velha de Ródão (1801–2011) | Liczba ludności gminy Vila Velha de Ródão (1801–2011) | Liczba ludności gminy Vila Velha de Ródão (1801–2011) | Liczba ludności gminy Vila Velha de Ródão (1801–2011) | Liczba ludności gminy Vila Velha de Ródão (1801–2011) | Liczba ludności gminy Vila Velha de Ródão (1801–2011) | Liczba ludności gminy Vila Velha de Ródão (1801–2011) | Liczba ludności gminy Vila Velha de Ródão (1801–2011) |
| ----------------------------------------------------- | ----------------------------------------------------- | ----------------------------------------------------- | ----------------------------------------------------- | ----------------------------------------------------- | ----------------------------------------------------- | ----------------------------------------------------- | ----------------------------------------------------- | ----------------------------------------------------- | ----------------------------------------------------- |
| 1801                                                  | 1849                                                  | 1900                                                  | 1930                                                  | 1960                                                  | 1981                                                  | 1991                                                  | 2001                                                  | 2004                                                  | 2011                                                  |
| 2 665                                                 | 3 975                                                 | 6 633                                                 | 8 753                                                 | 8 039                                                 | 5 605                                                 | 4 960                                                 | 4 098                                                 | 3 802                                                 | 3 521                                                 |

## Sołectwa
Sołectwa gminy Vila Velha de Ródão (ludność wg stanu na 2011 r.):
- Fratel – 608 osób
- Perais – 510 osób
- Sarnadas de Ródão – 637 osób
- Vila Velha de Ródão – 1766 osób